# Circoscrizione Palermo-Trapani-Agrigento-Caltanissetta
La circoscrizione Palermo-Trapani-Agrigento-Caltanissetta era una circoscrizione elettorale italiana per l'elezione dell'Assemblea Costituente, nel 1946 (circoscrizione XXX), e della Camera dei deputati, dal 1948 al 1993 (circoscrizione XXIX).
Comprendeva le province di Palermo, Trapani, Agrigento e Caltanissetta.
Era prevista dalla Tabella A di cui al decreto legislativo luogotenenziale 10 marzo 1946, n. 74, poi ripresa dalla legge 20 gennaio 1948, n. 6 e dal decreto del presidente della Repubblica 30 marzo 1957, n. 361.
Nel 1993 la circoscrizione fu soppressa contestualmente all'istituzione della circoscrizione Sicilia 1.
Di seguito i risultati di lista e i deputati eletti, ordinati secondo il numero di preferenze ottenute.

## Elezioni politiche 1946
| Liste                                           | Voti    | %     | Seggi |
| ----------------------------------------------- | ------- | ----- | ----- |
| Democrazia Cristiana                            | 282.209 | 30,47 | 8     |
| Partito Socialista Italiano di Unità Proletaria | 126.623 | 13,67 | 3     |
| Unione Democratica Nazionale                    | 113.259 | 12,23 | 3     |
| Fronte dell'Uomo Qualunque                      | 96.688  | 10,44 | 2     |
| Partito Comunista Italiano                      | 86.925  | 9,39  | 2     |
| Movimento Indipendentista Siciliano             | 75.988  | 8,21  | 2     |
| Partito Repubblicano Italiano                   | 50.812  | 5,49  | 1     |
| Blocco Nazionale della Libertà                  | 27.981  | 3,02  | -     |
| Movimento Unionista Italiano                    | 18.606  | 2,01  | -     |
| Concentrazione Democratica Repubblicana         | 15.308  | 1,65  | -     |
| Concentrazione Nazionale Combattenti e Reduci   | 13.132  | 1,42  | -     |
| Partito d'Azione                                | 10.105  | 1,09  | -     |
| Lega Pacifista Italiana                         | 4.264   | 0,46  | -     |
| Movimento Lavoratori Indipendenti               | 4.163   | 0,45  | -     |
| Totale                                          | 926.063 |       | 21    |

| Democrazia Cristiana | Partito Socialista Italiano di Unità Proletaria       | Unione Democratica Nazionale                                                                      | Fronte dell'Uomo Qualunque                                   |
| --- | ----------------------------------------------------- | ------------------------------------------------------------------------------------------------- | ------------------------------------------------------------ |
| - Salvatore Aldisio - Bernardo Mattarella - Enrico Medi - Gaspare Ambrosini - Raimondo Borsellino - Giovanni Battista Adonnino - Diego D'Amico - Calogero Volpe | - Giosuè Fiorentino - Francesco Musotto - Rocco Gullo | - → Vittorio Emanuele Orlando - Virgilio Nasi - Girolamo Bellavista - Rosario Pasqualino Vassallo | - → Gennaro Patricolo - Guido Russo Perez - Pietro Castiglia |
| Partito Comunista Italiano | Movimento Indipendentista Siciliano                   | Partito Repubblicano Italiano                                                                     |                                                              |
| - → Palmiro Togliatti - → Girolamo Li Causi - Giuseppe Montalbano - Michele D'Amico                                                                             | - Andrea Finocchiaro Aprile - Antonino Varvaro        | - → Aurelio Natoli Lamantea - Francesco De Vita                                                   |                                                              |

1. ↑  Deceduto il 6 agosto 1947; sostituito da Franco Restivo l'11 settembre. Questi dimissionario il 13 novembre; sostituito da Pasquale Cortese il 14 novembre
2. 1 2 3 4 5  Opta per il collegio unico nazionale
3. ↑  Elezione annullata il 13 settembre 1946 (in seguito all'accertamento di un errore di verbalizzazione); sostituito da Michelangelo Galioto

## Elezioni politiche 1948
| Liste                                              | Voti      | %     | Seggi |
| -------------------------------------------------- | --------- | ----- | ----- |
| Democrazia Cristiana                               | 495.627   | 46,31 | 13    |
| Fronte Democratico Popolare                        | 243.886   | 22,79 | 6     |
| Partito Nazionale Monarchico - Alleanza del Lavoro | 96.600    | 9,03  | 2     |
| Blocco Nazionale                                   | 79.968    | 7,47  | 2     |
| Partito Repubblicano Italiano                      | 45.658    | 4,27  | 1     |
| Movimento Sociale Italiano                         | 38.040    | 3,55  | 1     |
| Unità Socialista                                   | 32.672    | 3,05  | -     |
| Unione Movimenti Federalisti                       | 20.638    | 1,93  | -     |
| Partito Patria e Libertà                           | 3.178     | 0,30  | -     |
| Blocco Popolare Unionista                          | 2.878     | 0,27  | -     |
| Fronte Antibolscevico Italiano                     | 2.756     | 0,26  | -     |
| Partito Cristiano Sociale                          | 2.236     | 0,21  | -     |
| Movimento Nazionalista per la Democrazia Sociale   | 2.057     | 0,19  | -     |
| Partito Demolaburista Italiano                     | 1.788     | 0,17  | -     |
| Concentrazione Nazionale Combattenti Uniti         | 1.126     | 0,11  | -     |
| Gruppo Politico La Destra                          | 651       | 0,06  | -     |
| Partito dei Contadini d'Italia                     | 457       | 0,04  | -     |
| Totale                                             | 1.070.216 |       | 25    |

| Democrazia Cristiana | Fronte Democratico Popolare                                                                            | Partito Nazionale Monarchico                                                      |
| --- | --- | --------------------------------------------------------------------------------- |
| - Enrico Medi - Bernardo Mattarella - Gaspare Ambrosini - Calogero Volpe - Gaetano Di Leo - Antonio Pecoraro - Pasquale Cortese - Raimondo Borsellino - Giuseppe Bagnera - Francesco Pignatone - Giovanni Petrucci - Margherita Bontade - Giovanni Battista Adonnino | - Giuseppe Berti - Pietro Nenni - Salvatore La Marca - Michele D'Amico - Luigi Di Mauro - Michele Sala | - → Giovanni Alliata Di Montereale - Tommaso Leone Marchesano - Antonino Cuttitta |
| Blocco Nazionale | Partito Repubblicano Italiano                                                                          | Movimento Sociale Italiano                                                        |
| - Girolamo Bellavista - Giovanni Palazzolo | - Francesco De Vita                                                                                    | - Guido Russo Perez                                                               |

1. ↑  Opta per il collegio unico nazionale

## Elezioni politiche 1953
| Liste                                   | Voti      | %     | Seggi |
| --------------------------------------- | --------- | ----- | ----- |
| Democrazia Cristiana                    | 415.656   | 37,53 | 11    |
| Partito Comunista Italiano              | 248.095   | 22,40 | 6     |
| Movimento Sociale Italiano              | 132.012   | 11,92 | 3     |
| Partito Nazionale Monarchico            | 116.354   | 10,51 | 3     |
| Partito Socialista Italiano             | 92.185    | 8,32  | 2     |
| Partito Liberale Italiano               | 33.119    | 2,99  | -     |
| Partito Repubblicano Italiano           | 21.992    | 1,99  | -     |
| Partito Socialista Democratico Italiano | 18.910    | 1,71  | -     |
| Alleanza Democratica Nazionale          | 15.566    | 1,41  | -     |
| Unione Socialista Indipendente          | 13.694    | 1,24  | -     |
| Totale                                  | 1.107.583 |       | 25    |

| Democrazia Cristiana | Partito Comunista Italiano                                                                                     | Movimento Sociale Italiano                        | Partito Nazionale Monarchico                                              | Partito Socialista Italiano        |
| --- | --- | ------------------------------------------------- | ------------------------------------------------------------------------- | ---------------------------------- |
| - Salvatore Aldisio - Bernardo Mattarella - Margherita Bontade - Calogero Volpe - Gaetano Di Leo - Bartolomeo Romano - Antonio Pecoraro - Pasquale Cortese - Francesco Pignatone - Raimondo Borsellino - Giovanni Petrucci | - Girolamo Li Causi - Giuseppe Berti - Luigi Di Mauro - Anna Nicolosi Grasso - Antonino Giacone - Michele Sala | - Alfredo Cucco - Angelo Nicosia - Edoardo Marino | - Giovanni Alliata Di Montereale - Antonino Cuttitta - Francesco Di Bella | - Pietro Nenni - Giosuè Fiorentino |

## Elezioni politiche 1958
| Liste                                            | Voti      | %     | Seggi |
| ------------------------------------------------ | --------- | ----- | ----- |
| Democrazia Cristiana                             | 527.747   | 43,05 | 13    |
| Partito Comunista Italiano                       | 268.055   | 21,87 | 6     |
| Partito Socialista Italiano                      | 146.410   | 11,94 | 3     |
| Movimento Sociale Italiano                       | 93.615    | 7,64  | 2     |
| Partito Liberale Italiano                        | 51.540    | 4,20  | 1     |
| Partito Nazionale Monarchico                     | 50.566    | 4,13  | 1     |
| Partito Socialista Democratico Italiano          | 35.332    | 2,88  | 1     |
| Partito Monarchico Popolare                      | 29.376    | 2,40  | 1     |
| Partito Repubblicano Italiano - Partito Radicale | 19.563    | 1,60  | 1     |
| Partito Cattolico di Riscossa Nazionale - CPI    | 2.493     | 0,20  | -     |
| Concentrazione Europea Democratica               | 1.124     | 0,09  | -     |
| Totale                                           | 1.225.821 |       | 29    |

| Democrazia Cristiana | Partito Comunista Italiano | Partito Socialista Italiano                              | Movimento Sociale Italiano                       | Partito Liberale Italiano |
| --- | --- | -------------------------------------------------------- | ------------------------------------------------ | ------------------------- |
| - Bernardo Mattarella - Franco Restivo - Salvatore Aldisio - Giovanni Gioia - Margherita Bontade - Gaetano Di Leo - Giuseppe Sinesio - Calogero Volpe - Giovanni Petrucci - Bartolomeo Romano - Luigi Giglia - Francesco Barbaccia - Ernesto Del Giudice | - Girolamo Li Causi - Guido Faletra - Salvatore Di Benedetto - Giuseppe Speciale - Giuseppe Pellegrino - Anna Nicolosi Grasso | - Pietro Nenni - Francesco Musotto - Francesco Mogliacci | - Alfredo Cucco - Angelo Nicosia                 | - Giovanni Palazzolo      |
| Partito Nazionale Monarchico | Partito Socialista Democratico Italiano                                                                                       | Partito Monarchico Popolare                              | Partito Repubblicano Italiano - Partito Radicale |                           |
| - Antonino Cuttitta | - Casimiro Vizzini | - Giovanni Alliata Di Montereale                         | - Francesco De Vita                              |                           |

## Elezioni politiche 1963
| Liste                                            | Voti      | %     | Seggi |
| ------------------------------------------------ | --------- | ----- | ----- |
| Democrazia Cristiana                             | 448.856   | 38,13 | 12    |
| Partito Comunista Italiano                       | 286.294   | 24,32 | 7     |
| Partito Socialista Italiano                      | 135.038   | 11,47 | 3     |
| Partito Liberale Italiano                        | 89.852    | 7,63  | 2     |
| Movimento Sociale Italiano                       | 83.925    | 7,13  | 2     |
| Partito Socialista Democratico Italiano          | 39.070    | 3,32  | 1     |
| Partito Democratico Italiano di Unità Monarchica | 37.757    | 3,21  | 1     |
| Partito Repubblicano Italiano                    | 35.809    | 3,04  | 1     |
| Partito Autonomo Pensionati d'Italia             | 9.628     | 0,82  | -     |
| Concentrazione di Unità Rurale                   | 8.408     | 0,71  | -     |
| Movimento Coltivatori e Salariati                | 2.685     | 0,23  | -     |
| Totale                                           | 1.177.322 |       | 29    |

| Democrazia Cristiana | Partito Comunista Italiano | Partito Socialista Italiano                              | Partito Liberale Italiano                |
| --- | --- | -------------------------------------------------------- | ---------------------------------------- |
| - Bernardo Mattarella - Giuseppe Sinesio - Giovanni Gioia - Calogero Volpe - Franco Restivo - Attilio Ruffini - Salvatore Aldisio - Margherita Bontade - Gaetano Di Leo - Aldo Bassi - Luigi Giglia - Benedetto Del Castillo | - Girolamo Li Causi - Ludovico Corrao - Giuseppe Pellegrino - Salvatore Di Benedetto - Giuseppe Speciale - Luigi Di Mauro - Gaspare Bavetta | - Pietro Nenni - Salvatore Lauricella - Natale Di Piazza | - Giovanni Palazzolo - Benedetto Cottone |
| Movimento Sociale Italiano | Partito Socialista Democratico Italiano | Partito Democratico Italiano di Unità Monarchica         | Partito Repubblicano Italiano            |
| - Alfredo Cucco - Angelo Nicosia | - Casimiro Vizzini | - Antonino Cuttitta                                      | - Ugo La Malfa                           |

## Elezioni politiche 1968
| Liste                                            | Voti      | %     | Seggi |
| ------------------------------------------------ | --------- | ----- | ----- |
| Democrazia Cristiana                             | 458.640   | 40,52 | 12    |
| Partito Comunista Italiano                       | 258.559   | 22,84 | 7     |
| Partito Socialista Unificato                     | 137.629   | 12,16 | 3     |
| Movimento Sociale Italiano                       | 67.036    | 5,92  | 2     |
| Partito Socialista Italiano di Unità Proletaria  | 60.647    | 5,36  | 1     |
| Partito Repubblicano Italiano                    | 57.595    | 5,09  | 2     |
| Partito Liberale Italiano                        | 52.150    | 4,61  | 1     |
| Partito Democratico Italiano di Unità Monarchica | 27.425    | 2,42  | 1     |
| Nuova Repubblica                                 | 12.255    | 1,08  | -     |
| Totale                                           | 1.131.936 |       | 29    |

| Democrazia Cristiana | Partito Comunista Italiano | Partito Socialista Unificato                              | Movimento Sociale Italiano                       |
| --- | --- | --------------------------------------------------------- | ------------------------------------------------ |
| - Franco Restivo - Salvo Lima - Calogero Volpe - Giovanni Gioia - Luigi Giglia - Giuseppe Sinesio - Bernardo Mattarella - Ferdinando Russo - Giuseppe La Loggia - Giuseppe Alessi - Gaetano Di Leo - Attilio Ruffini | - Paolo Bufalini - Francesco Taormina - Salvatore Di Benedetto - Giuseppe Pellegrino - Alessandro Ferretti - Napoleone Colajanni - Giuseppe Granata | - Salvatore Lauricella - Giovanni Musotto - Vito Cusumano | - Edoardo Marino - Angelo Nicosia                |
| Partito Socialista Italiano di Unità Proletaria | Partito Repubblicano Italiano | Partito Liberale Italiano                                 | Partito Democratico Italiano di Unità Monarchica |
| - Tullio Vecchietti | - Ugo La Malfa - Antonio Montanti | - Benedetto Cottone                                       | - Antonino Cuttitta                              |

## Elezioni politiche 1972
| Liste                                           | Voti      | %     | Seggi |
| ----------------------------------------------- | --------- | ----- | ----- |
| Democrazia Cristiana                            | 487.342   | 40,72 | 13    |
| Partito Comunista Italiano                      | 262.524   | 21,94 | 7     |
| Movimento Sociale Italiano - Destra Nazionale   | 158.424   | 13,24 | 4     |
| Partito Socialista Italiano                     | 115.565   | 9,66  | 3     |
| Partito Socialista Democratico Italiano         | 48.178    | 4,03  | 1     |
| Partito Repubblicano Italiano                   | 40.357    | 3,37  | 1     |
| Partito Liberale Italiano                       | 38.554    | 3,22  | 1     |
| Partito Socialista Italiano di Unità Proletaria | 27.059    | 2,26  | -     |
| Il manifesto                                    | 9.810     | 0,82  | -     |
| Partito Comunista (Marxista-Leninista) Italiano | 3.023     | 0,25  | -     |
| Movimento Politico dei Lavoratori               | 2.981     | 0,25  | -     |
| Fronte Nazionale Siciliano                      | 2.884     | 0,24  | -     |
| Totale                                          | 1.196.701 |       | 30    |

| Democrazia Cristiana | Partito Comunista Italiano | Movimento Sociale Italiano - Destra Nazionale                          | Partito Socialista Italiano                               |
| --- | --- | ---------------------------------------------------------------------- | --------------------------------------------------------- |
| - Giovanni Gioia - Giuseppe Sinesio - Franco Restivo - Attilio Ruffini - Salvo Lima - Ferdinando Russo - Calogero Volpe - Luigi Giglia - Aldo Bassi - Giuseppe La Loggia - Calogero Pumilia - Giovanni Matta - Gaetano Di Leo | - Emanuele Macaluso - Cesare Terranova - Pio La Torre - Nazareno Vitali - Vincenzo Miceli - Salvatore Riela - Salvatore La Marca | - Angelo Nicosia - Antonino Macaluso - Edoardo Marino - Guido Lo Porto | - Salvatore Lauricella - Vito Cusumano - Giovanni Musotto |
| Partito Socialista Democratico Italiano | Partito Repubblicano Italiano | Partito Liberale Italiano                                              |                                                           |
| - Leonardo Pandolfo | - Ugo La Malfa | - Benedetto Cottone                                                    |                                                           |

## Elezioni politiche 1976
| Liste                                         | Voti      | %     | Seggi |
| --------------------------------------------- | --------- | ----- | ----- |
| Democrazia Cristiana                          | 580.189   | 43,37 | 12    |
| Partito Comunista Italiano                    | 366.743   | 27,41 | 7     |
| Partito Socialista Italiano                   | 130.116   | 9,73  | 2     |
| Movimento Sociale Italiano - Destra Nazionale | 122.691   | 9,17  | 2     |
| Partito Socialista Democratico Italiano       | 43.830    | 3,28  | 1     |
| Partito Repubblicano Italiano                 | 43.775    | 3,27  | 1     |
| Partito Liberale Italiano                     | 19.634    | 1,47  | -     |
| Democrazia Proletaria                         | 15.633    | 1,17  | -     |
| Partito Radicale                              | 12.790    | 0,96  | -     |
| Benessere e Civiltà                           | 1.299     | 0,10  | -     |
| Nuovo Partito Popolare                        | 1.113     | 0,08  | -     |
| Totale                                        | 1.337.813 |       | 25    |

| Democrazia Cristiana | Partito Comunista Italiano                                                                                               | Partito Socialista Italiano               |
| --- | --- | ----------------------------------------- |
| - Giovanni Gioia - Attilio Ruffini - Giuseppe Sinesio - Salvo Lima - Calogero Mannino - Calogero Volpe - Calogero Pumilia - Giuseppe La Loggia - Luigi Giglia - Ferdinando Russo - Giovanni Matta - Aldo Bassi | - Paolo Bufalini - Achille Occhetto - Pio La Torre - Mario Arnone - Domenico Bacchi - Agostino Spataro - Vincenzo Miceli | - Salvatore Lauricella - Gaspare Saladino |
| Movimento Sociale Italiano - Destra Nazionale | Partito Socialista Democratico Italiano                                                                                  | Partito Repubblicano Italiano             |
| - Angelo Nicosia - Guido Lo Porto | - Carlo Vizzini | - Ugo La Malfa                            |

## Elezioni politiche 1979
| Liste                                         | Voti      | %     | Seggi |
| --------------------------------------------- | --------- | ----- | ----- |
| Democrazia Cristiana                          | 594.739   | 45,24 | 12    |
| Partito Comunista Italiano                    | 267.975   | 20,38 | 5     |
| Partito Socialista Italiano                   | 131.567   | 10,01 | 3     |
| Movimento Sociale Italiano - Destra Nazionale | 84.010    | 6,39  | 2     |
| Partito Repubblicano Italiano                 | 60.255    | 4,58  | 1     |
| Partito Socialista Democratico Italiano       | 57.085    | 4,34  | 1     |
| Partito Radicale                              | 42.698    | 3,25  | 1     |
| Partito Liberale Italiano                     | 25.567    | 1,94  | -     |
| Democrazia Nazionale                          | 18.648    | 1,42  | -     |
| Partito di Unità Proletaria                   | 15.962    | 1,21  | -     |
| Nuova Sinistra Unita                          | 10.376    | 0,79  | -     |
| Benessere e Civiltà                           | 2.991     | 0,23  | -     |
| Fronte Nazionale Siciliano                    | 2.749     | 0,21  | -     |
| Totale                                        | 1.314.622 |       | 25    |

| Democrazia Cristiana | Partito Comunista Italiano                                                               | Partito Socialista Italiano                                | Movimento Sociale Italiano           |
| --- | ---------------------------------------------------------------------------------------- | ---------------------------------------------------------- | ------------------------------------ |
| - Attilio Ruffini - Giuseppe Sinesio - Calogero Mannino - Calogero Pumilia - Giovanni Gioia - Raffaello Rubino - Ferdinando Russo - Giuseppe La Loggia - Luigi Giglia - Giacomo Augello - Aldo Bassi - Giovanni Matta | - Paolo Bufalini - Achille Occhetto - Pio La Torre - Agostino Spataro - Giovanni Giudice | - Salvatore Lauricella - Giuseppe Reina - Gaspare Saladino | - Guido Lo Porto - Antonino Macaluso |
| Partito Repubblicano Italiano | Partito Socialista Democratico Italiano                                                  | Partito Radicale                                           |                                      |
| - Aristide Gunnella | - Carlo Vizzini                                                                          | - → Emma Bonino - Francesco Roccella                       |                                      |

## Elezioni politiche 1983
| Liste                                         | Voti      | %     | Seggi |
| --------------------------------------------- | --------- | ----- | ----- |
| Democrazia Cristiana                          | 541.969   | 40,03 | 11    |
| Partito Comunista Italiano                    | 295.943   | 21,86 | 6     |
| Partito Socialista Italiano                   | 179.206   | 13,24 | 3     |
| Movimento Sociale Italiano - Destra Nazionale | 110.574   | 8,17  | 2     |
| Partito Repubblicano Italiano                 | 63.215    | 4,67  | 1     |
| Partito Socialista Democratico Italiano       | 62.588    | 4,62  | 1     |
| Partito Liberale Italiano                     | 33.651    | 2,49  | 1     |
| Democrazia Proletaria                         | 19.448    | 1,44  | -     |
| Partito Radicale                              | 19.169    | 1,42  | -     |
| Partito Nazionale Pensionati                  | 15.989    | 1,18  | -     |
| Lista per Trieste                             | 6.925     | 0,51  | -     |
| Fronte Nazionale Siciliano                    | 5.228     | 0,39  | -     |
| Totale                                        | 1.353.905 |       | 25    |

| Democrazia Cristiana | Partito Comunista Italiano                                                                                               | Partito Socialista Italiano                        | Movimento Sociale Italiano           |
| --- | --- | -------------------------------------------------- | ------------------------------------ |
| - Calogero Mannino - Sergio Mattarella - Mario D'Acquisto - Luigi Gioia - Attilio Ruffini - Calogero Pumilia - Giuseppe Sinesio - Giacomo Augello - Angelo Bonfiglio - Luigi Giglia - Ferdinando Russo | - Enrico Berlinguer - Achille Occhetto - Antonino Mannino - Giovanni Salatiello - Agostino Spataro - Mario Luigi Columba | - Filippo Fiorino - Giuseppe Reina - Egidio Alagna | - Guido Lo Porto - Antonino Macaluso |
| Partito Repubblicano Italiano | Partito Socialista Democratico Italiano                                                                                  | Partito Liberale Italiano                          |                                      |
| - Aristide Gunnella | - Carlo Vizzini | - Renato Altissimo                                 |                                      |

## Elezioni politiche 1987
| Liste                                         | Voti      | %     | Seggi |
| --------------------------------------------- | --------- | ----- | ----- |
| Democrazia Cristiana                          | 542.936   | 39,12 | 11    |
| Partito Comunista Italiano                    | 276.320   | 19,91 | 5     |
| Partito Socialista Italiano                   | 214.625   | 15,46 | 4     |
| Movimento Sociale Italiano - Destra Nazionale | 105.461   | 7,60  | 2     |
| Partito Socialista Democratico Italiano       | 69.129    | 4,98  | 1     |
| Partito Repubblicano Italiano                 | 59.660    | 4,30  | 1     |
| Partito Radicale                              | 39.263    | 2,83  | 1     |
| Partito Liberale Italiano                     | 34.924    | 2,52  | 1     |
| Democrazia Proletaria                         | 22.369    | 1,61  | 1     |
| Lista Verde                                   | 16.733    | 1,21  | -     |
| Liga Veneta - Pensionati Uniti                | 4.940     | 0,36  | -     |
| Alleanza Popolare                             | 849       | 0,06  | -     |
| Partito Sardo d'Azione                        | 761       | 0,05  | -     |
| Totale                                        | 1.387.970 |       | 27    |

| Democrazia Cristiana | Partito Comunista Italiano                                                                          | Partito Socialista Italiano                                           | Movimento Sociale Italiano           | Partito Socialista Democratico Italiano |
| --- | --------------------------------------------------------------------------------------------------- | --------------------------------------------------------------------- | ------------------------------------ | --------------------------------------- |
| - Calogero Mannino - Sergio Mattarella - Giuseppe Avellone - Vito Riggio - Giuseppe Sinesio - Ferdinando Russo - Mario D'Acquisto - Salvatore Cardinale - Calogero Pumilia - Alberto Alessi | - Achille Occhetto - Aldo Rizzo - Antonino Mannino - Gigliola Lo Cascio Galante - Angelo Lauricella | - Claudio Martelli - Giuseppe Reina - Filippo Fiorino - Egidio Alagna | - Guido Lo Porto - Antonino Macaluso | - Carlo Vizzini                         |
| Partito Repubblicano Italiano | Partito Radicale                                                                                    | Partito Liberale Italiano                                             | Democrazia Proletaria                |                                         |
| - Aristide Gunnella | - Marco Pannella                                                                                    | - Stefano De Luca                                                     | - Mario Capanna                      |                                         |

## Elezioni politiche 1992
| Liste                                         | Voti      | %     | Seggi |
| --------------------------------------------- | --------- | ----- | ----- |
| Democrazia Cristiana                          | 617.808   | 42,80 | 12    |
| Partito Socialista Italiano                   | 180.912   | 12,53 | 3     |
| La Rete                                       | 175.311   | 12,15 | 4     |
| Partito Democratico della Sinistra            | 132.544   | 9,18  | 2     |
| Partito Socialista Democratico Italiano       | 112.152   | 7,77  | 2     |
| Movimento Sociale Italiano - Destra Nazionale | 57.607    | 3,99  | 1     |
| Partito Repubblicano Italiano                 | 46.539    | 3,22  | 1     |
| Partito Liberale Italiano                     | 46.379    | 3,21  | 1     |
| Partito della Rifondazione Comunista          | 41.449    | 2,87  | 1     |
| Federazione dei Verdi                         | 16.386    | 1,14  | -     |
| Sì Referendum                                 | 6.468     | 0,45  | -     |
| Lista Marco Pannella                          | 5.265     | 0,36  | -     |
| Federalismo                                   | 2.596     | 0,18  | -     |
| Lega Nord                                     | 2.018     | 0,14  | -     |
| Totale                                        | 1.443.434 |       | 27    |

| Democrazia Cristiana | Partito Socialista Italiano                                 | La Rete                                                                     | Partito Democratico della Sinistra   | Partito Socialista Democratico Italiano |
| --- | ----------------------------------------------------------- | --------------------------------------------------------------------------- | ------------------------------------ | --------------------------------------- |
| - Calogero Mannino - Sergio Mattarella - Mario D'Acquisto - Salvatore Cardinale - Calogero Corrao - Vincenzino Culicchia - Vito Riggio - Angelo La Russa - Vincenzo Alaimo - Alberto Alessi - Giovanni Di Mauro - Raimondo Maira | - Giuseppe Reina - Salvatore Lauricella - Antonino Buttitta | - Leoluca Orlando - Alfredo Galasso - Gaspare Nuccio - Salvatore Pollichino | - Angelo Lauricella - Pietro Folena  | - Carlo Vizzini - Gianfranco Occhipinti |
| Movimento Sociale Italiano | Partito Repubblicano Italiano                               | Partito Liberale Italiano                                                   | Partito della Rifondazione Comunista |                                         |
| - Guido Lo Porto | - Giuseppe Ayala                                            | - Stefano De Luca                                                           | - Federico Guglielmo Lento           |                                         |